# Centrolepis pallida
Centrolepis pallida là một loài thực vật có hoa trong họ Centrolepidaceae. Loài này được (Hook.f.) Cheeseman mô tả khoa học đầu tiên năm 1906.